# Oukraïnsk
Oukrainsk
Oukraïnsk (en ukrainien : Українськ) ou Oukrainsk (en ), (russe : Украи́нск) littéralement « localité ukrainienne », est une ville minière de l'oblast de Donetsk, en Ukraine. Sa population s'élevait à 3 000 habitants en 2024. Depuis le 17 juillet 2020, la ville fait partie de la communauté municipale de Selydove. Elle est revendiquée et contrôlé par la Russie en tant que partie de la République populaire de Donetsk.

## Géographie
Oukraïnsk est située dans le Donbass, à 36 km au nord-ouest de Donetsk et à 695 km au sud-est de Kiev. La ville est desservie par la gare de Plasty. La ville se trouve légèrement à l'ouest de la rivière Vovtcha, affluente de la rivière Samara, dans le système hydrologique de la rive gauche du fleuve Dniepr.

## Histoire
La ville est fondée en 1952, parallèlement à la mise en exploitation de la mine de charbon « Oukraïna » (Украина), qui est toujours exploitée. C'est d'abord la commune urbaine de Lissivka (en ukrainien : Лісівка) ou Lissovka (en russe : Лисовка). En 1963, elle reçoit le statut de ville et son nom actuel d'Oukraïnsk, qui dérive de celui de la mine.
L'agence de presse officielle russe RIA et des blogueurs pro-russes ont déclaré que la ville avait été capturée le 17 septembre 2024 lors de l’offensive de Pokrovsk, ce qui a été corroboré par des images géolocalisées . La prise de la ville est officiellement revendiquée par le ministère russe de la Défense le 26 septembre 2024.

## Population
Recensements ou estimations de la population :
| 1959* | 1970*  | 1979*  | 1989*  | 2001*  | 2009   |
| ----- | ------ | ------ | ------ | ------ | ------ |
| 5 115 | 20 226 | 17 100 | 15 597 | 13 236 | 12 266 |

| 2010   | 2011   | 2012   | 2013   | 2014   | 2015   |
| ------ | ------ | ------ | ------ | ------ | ------ |
| 12 234 | 12 161 | 12 061 | 11 994 | 11 928 | 11 824 |

| 2016   | 2017   | 2018   | 2019   | 2020   | 2021   |
| ------ | ------ | ------ | ------ | ------ | ------ |
| 11 694 | 11 542 | 11 379 | 11 209 | 11 035 | 10 837 |

## Économie
Plus de la moitié de la population active de la ville travaille dans l'industrie, en particulier dans la mine de charbon « Oukraïna » de la compagnie minière d'État Selidovougol (en russe : Селидовуголь).